# سنديان شابماني
سنديان شابماني (الاسم العلمي: )، نوع نبات من جنس السنديان وفصيلة الزانية. يَنبت في جنوب شرق الولايات المتحدة.